# Orlando Monteiro
Orlando Semedo Monteiro (nascut el 18 de maig de 1972) és un futbolista portuguès ja retirat que va jugar com a davanter.

## Carrera de club
Nascut a Praia, Cap Verd portuguès, Monteiro va passar tota la seva carrera professional a Portugal, sobretot a la Segona Lliga. La seva entrada a la Primera Lliga va consistir en dues temporades amb el CF Estrela da Amadora de Lisboa, el seu debut a la competició es va produir el 30 de setembre de 1995 quan va entrar com a substitut al minut 72 en un empat a casa 1-1 contra el CS Marítimo.
Monteiro es va retirar el 2004 als 32 anys, després de dividir la campanya amb el club de lliga inferior FC Lixa i SC Covilhã a la segona divisió.